# Carlos Salazar Mostajo
Carlos Salazar Mostajo (Italaque, Bolivia; 18 de mayo de 1916 – 2 de abril de 2004) fue un pintor, escritor y profesor boliviano. 
Ha sido considerado el ideólogo de la Escuela-Aillu de Warisata, primera normal de maestros indígenas en Bolivia, fundada el 2 de agosto de 1931 por el maestro Elizardo Pérez y el líder aimara Avelino Siñani, en la región de Warisata en el Altiplano de La Paz, Bolivia. 

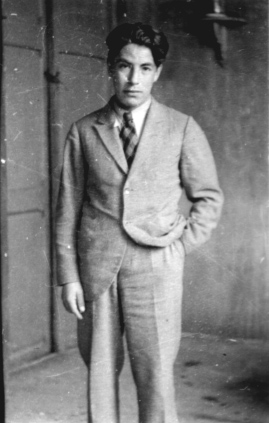
Salazar en su juventud.

## Biografía
Carlos Salazar nació en Italaque del municipio de Moco Moco en la provincia de Camacho, departamento de La Paz. Realizó sus estudios primarios en la Escuela Félix Reyes Ortiz, los secundarios en el Colegio San Calixto y luego en el Colegio Ayacucho de la ciudad de La Paz, logrando su bachillerato en 1933. En 1938 realizó estudios complementarios en México. En 1939 recibió su título de Maestro Rural Normalista en la Institución Normal de Warisata, en la que al mismo tiempo se desempeñó como profesor y Director. (1936 – 1940). Ese último año también fue director de la Escuela Normal Rural de Caiza “D” (Potosí). Carlos fue pintor autodidacta. Su obra plástica se inspiró en la imagen del indio en su forma más poética, pero no por ello despolitizada. En cierto sentido, fue un precursor del expresionismo local, atribuido de una condición emocional indisolublemente ligada a los dramas de Warisata, en la Escuela-Aillu, desde donde imaginó el devenir del país como resultado de la emancipación del indio. La Normal Rural de Warisata (la Escuela-Aillu) fue su máxima inspiración para producir no sólo arte plástico sino artículos, ensayos, poesía y libros acerca de la filosofía de esta Normal en la que vivió por casi diez años. Entre 1952 y 1979 fue profesor de historia del arte y estética en la Escuela superior de bellas artes “Hernando Siles” y entre 1979 y 1980 fue su director. También fue catedrático de historia del arte en la facultad de artes de la Universidad Mayor de San Andrés entre 1979 y 1995 y jefe de la carrera de artes en 1982. De 1983 a 1989 fue director de estudios en esta misma institución.

## Obras seleccionadas
- ¡Warisata mía! (1983, Tercera edición 1998)
- La Taika, teoría y práctica de la Escuela-aillu (1986, dos ediciones)
- El fin del indio (1990)
- Historia de Warisata en imágenes (1992)
- Elizardo Pérez, precursor de la liberación del indio (coautoría, 1992)
- Tres ensayos disidientes (1995)

Respecto a este tema educativo realizó más de 90 conferencias.